# پل وایگل
پل وایگل (انگلیسی: Paul Weigel؛ ‏ ۱۸ فوریهٔ ۱۸۶۷ – ۲۵ مهٔ ۱۹۵۱) بازیگر اهل آلمانی-آمریکایی سینما بود.

## گزیدهٔ فیلم‌شناسی
- دیکتاتور بزرگ
- محض رضای خدا
- آسمان‌خراش
- افسونگری
- گرگ سیاه
- شاهنشاه
- آدم‌های ناجور
- لالایی شکسته
- خانه روتشیلت
- داستان لوئی پاستور
- طلای ساتر
- آنتونی ادورس
- جاسوسی
- راه بازگشت
- والس بزرگ
- به دلت بد نیار
- نینوتچکا
- دیدار دوباره در فرانسه
- بالاتر از سوءظن
- سرزمین شادی
- نره غول پشمالو
- درختی در بروکلین می‌روید
- افسونگر